# Kulturåret 1758

## Födda
- 4 april – Pierre Paul Prud'hon (död 1823), fransk målare.
- 15 mars – Magdalene Sophie Buchholm (död 1825), norsk poet.
- 22 maj – Magnus Lehnberg (död 1808), ledamot av Svenska Akademien.
- 25 september – Josepha Barbara Auernhammer (död 1820), österrikisk kompositör.
- 2 november – Ryōkan (död 1831), japansk zenbuddhist, poet och kalligraf
- 16 november – Peter Andreas Heiberg (död 1841), dansk författare.
- 22 november – Carl Birger Rutström (död 1826), ledamot av Svenska Akademien.
- 3 december – Marie Louise Marcadet (död 1804), svensk skådespelerska och sångerska av fransk ursprung.
- okänt datum – Christopher Dahl (död 1809), svensk teolog, professor i grekiska och psalmdiktare.
- okänt datum – Nils Tornberg (död 1821), svensk guldsmed och silversmed.
- okänt datum – Kjell Waltman (död 1799), svensk skådespelare.
- okänt datum – Glafira Alymova (död 1826), rysk harpist.
- okänt datum – Helena Lunell (död på 1830-talet), svensk skolföreståndare och silhuettklippare.

## Avlidna
- 7 januari – Allan Ramsay (född 1686), poet.
- 2 mars – Johann Baptist Zimmermann (född 1680), tysk målare och stuckatör.
- 22 mars – Jonathan Edwards (född 1703), amerikansk teolog.
- 21 april – Bengt Wedulin (född 1672 eller 1677), svensk bildhuggare.
- 15 juli – Ambrosius Stub (född 1705), dansk diktare, författare och psalmförfattare.
- 19 oktober – Johan Helmich Roman (född 1694), svensk tonsättare.
- Oktober – Theophilus Cibber (född 1703), dramatiker och skådespelare, son till Colley Cibber.
- 25 december – James Hervey (född 1714), religiös författare.